# TECTB
TECTB (англ. Tectorin beta) – білок, який кодується однойменним геном, розташованим у людей на короткому плечі 10-ї хромосоми. Довжина поліпептидного ланцюга білка становить 329 амінокислот, а молекулярна маса — 36 956.
| 10         |  | 20         |  | 30         |  | 40         |  | 50         |
| ---------- |  | ---------- |  | ---------- |  | ---------- |  | ---------- |
| MVTKAFVLLA |  | IFAEASAKSC |  | APNKADVILV |  | FCYPKTIITK |  | IPECPYGWEV |
| HQLALGGLCY |  | NGVHEGGYYQ |  | FVIPDLSPKN |  | KSYCGTQSEY |  | KPPIYHFYSH |
| IVSNDTTVIV |  | KNQPVNYSFS |  | CTYHSTYLVN |  | QAAFDQRVAT |  | VHVKNGSMGT |
| FESQLSLNFY |  | TNAKFSIKKE |  | APFVLEASEI |  | GSDLFAGVEA |  | KGLSIRFKVV |
| LNSCWATPSA |  | DFMYPLQWQL |  | INKGCPTDET |  | VLVHENGRDH |  | RATFQFNAFR |
| FQNIPKLSKV |  | WLHCETFICD |  | SEKLSCPVTC |  | DKRKRLLRDQ |  | TGGVLVVELS |
| LRSRGFSSLY |  | SFSDVLHHLI |  | MMLGICAVL  |  |            |  |            |

A: Аланін

C: Цистеїн

D: Аспарагінова кислота

E: Глутамінова кислота

F: Фенілаланін

G: Гліцин

H: Гістидин

I: Ізолейцин

K: Лізин

L: Лейцин

M: Метіонін

N: Аспарагін

P: Пролін

Q: Глутамін

R: Аргінін

S: Серин

T: Треонін

V: Валін

W: Триптофан

Локалізований у клітинній мембрані, мембрані, позаклітинному матриксі.
Також секретований назовні.